# Boris Feigin
Boris Lvovitch Feigin (en russe : Бори́с Льво́вич Фе́йгин), né le 20 novembre 1953, est un mathématicien russe. Ses recherches portent sur la théorie des représentations, la physique mathématique, la géométrie algébrique, les groupes de Lie et les algèbres de Lie, la théorie conforme des champs, l'algèbre homologique et homotopique.

## Carrière
Feigin est, en 1969, diplômé de l'École de mathématiques n° 2 de Moscou. De 1969 à 1974, il est étudiant à la Faculté de mécanique et de mathématiques de l'université d'État de Moscou (MSU) sous la direction conjointe de Dmitry Fuchs et d'Israel Gelfand. Sa thèse de diplôme a pour titre Characteristic Classes of Flags of Foliations. Feigin n'est pas accepté à l'école doctorale de la MSU en raison de la politique antisémites à cette époque.
Il travaille comme programmeur dans l'industrie (ce qui lui assure encore des revenus des années plus tard grâce aux programmes qu'il a écrits), puis il est accepté en 1976 dans l'école doctorale de l'université d'État de Yaroslavl et il soutient sa thèse (kandidat nauk) intitulée « Cohomologie des algèbres de Lie actuelles sur les variétés lisses »  en 1979 à l'Institut Steklov de Leningrad. Il obtient son habilitation universitaire (doktor nauk) en 1983.
Boris Feigin est professeur à l'université indépendante de Moscou et chercheur principal à l'Institut Landau de physique théorique depuis 1992. Depuis 2009, il est professeur à la faculté de mathématiques de la Higher School of Economics (HSE). En 2013, il est promu professeur distingué au HSE. Depuis 2014, il dirige le Laboratoire de théorie des représentations et de physique mathématique au HSE.
Parmi ses élèves, il y a Edward Frenkel. Son fils Evgeny Feigin est aussi mathématicien et publie avec son père Boris Feigin.

## Travaux de recherche
Feigin a travaillé sur la cohomologie des algèbres de Lie de dimension infinie d'origine « géométrique » (telles que les algèbres de Lie des champs de vecteurs), à la suite de Gelfand et Fuchs. Dans sa thèse de doctorat, il étudie la cohomologie de l'algèbre de Lie des fonctions sur le cercle à valeurs dans une algèbre de Lie de dimension finie et la cohomologie continue du groupe infini correspondant. Feigin et Boris L. Tsygan travaillent aussi sur le théorème local de Riemann-Roch. Feigin s'intéresse à la théorie des représentations des algèbres de Kac-Moody et de Virasoro. Il introduit, dans un travail avec Fuchs, les intégrales de Feigin-Fuchs, technique cruciale pour le développement de la théorie des champs conformes. Feigin travaille, avec Edward Frenkel, sur l'identification du centre de l'algèbre de Kac-Moody enveloppante de niveau critique et de l'algèbre de Gelfand-Dickey pour l'algèbre de Lie duale de Langlands, conjecturée auparavant par Vladimir Drinfeld ; elle joue un rôle important dans la théorie géométrique de Langlands.

## Distinctions
Boris Feigin est conférencier plénier au Congrès international des mathématiciens à Kyoto en 1990, avec une conférence intitulée Conformal Field Theory and Cohomologies of the Lie Algebra of Holomorphic Vector Fields on a Complex Curve. Boris Feigin est membre des comités de rédaction des revues Functional Analysis and Its Applications, Moscow Mathematical Journal, Transformation groups,